# Таурівська сільська рада
Та́урівська сільська́ ра́да — адміністративно-територіальна одиниця та орган місцевого самоврядування в Козівському районі Тернопільської області. Адміністративний центр — село Таурів.

## Загальні відомості
- Територія ради: 0,274 км²
- Населення ради: 1 060 осіб (станом на 2001 рік)
- Територією ради протікає річка Жабка

## Населені пункти
Сільській раді підпорядковані населені пункти:
- с. Таурів

## Склад ради
Рада складається з 16 депутатів та голови.
- Голова ради: Белебез'єв Євген Олексійович
- Секретар ради: Сень Марія Іванівна

### Керівний склад попередніх скликань
| Прізвище, ім'я, по батькові  | Основні відомості                                                 | Дата обрання | Дата звільнення |
| ---------------------------- | ----------------------------------------------------------------- | ------------ | --------------- |
| Белебезєв Євген Олексійович  | Сільський голова, 1953 року народження, безпартійний              | 26.03.2006   | 31.10.2010      |
| Белебез'єв Євген Олексійович | Сільський голова, 1953 року народження, освіта вища, безпартійний | 31.10.2010   |                 |

Примітка: таблиця складена за даними сайту Верховної Ради України

### Депутати
За результатами місцевих виборів 2010 року депутатами ради стали:

#### За суб'єктами висування
| Суб'єкт висування | Кількість обраних депутатів | %   |
| ----------------- | --------------------------- | --- |
| Самовисування     | 16                          | 100 |

#### За округами
| № округу | Прізвище, ім'я, по батькові    | Дата визнання обраним | Освіта             | Партійна приналежність | Відомості про обраного депутата                        |
| -------- | ------------------------------ | --------------------- | ------------------ | ---------------------- | ------------------------------------------------------ |
| 1        | Урбан Іван Миколайович         | 02.11.2010            | середня спеціальна | позапартійний          | тимчасово не працює                                    |
| 2        | Татарин Марія Дмитрівна        | 02.11.2010            | середня            | позапартійна           | тимчасово не працює                                    |
| 3        | Митько Юрій Олександрович      | 02.11.2010            | незакінчена вища   | позапартійний          | студент                                                |
| 4        | Корбак Тарас Олегович          | 08.09.2013            | середня спеціальна | позапартійний          | тимчасово не працює                                    |
| 5        | Сень Марія Іванівна            | 02.11.2010            | вища               | позапартійна           | Таурів Сільська рада, секретар                         |
| 6        | Гуменний Іван Зеновійович      | 02.11.2010            | середня спеціальна | позапартійний          | тимчасово не працює                                    |
| 7        | Ваврів Володимир Володимирович | 02.11.2010            | середня спеціальна | позапартійний          | тимчасово не працює                                    |
| 8        | Прогній Василь Степанович      | 08.09.2013            | середня спеціальна | позапартійний          | тимчасово не працює                                    |
| 9        | Лужний Володимир Михайлович    | 02.11.2010            | незакінчена вища   | позапартійний          | студент                                                |
| 10       | Бігун Михайло Степанович       | 02.11.2010            | середня спеціальна | позапартійний          | тимчасово не працює                                    |
| 11       | Сучинський Андрій Антонович    | 08.09.2013            | середня спеціальна | позапартійний          | тимчасово не працює                                    |
| 12       | Корбак Олег Іванович           | 02.11.2010            | незакінчена вища   | позапартійний          | Городищанська загальноосвітня школа І-ІІІ ст., студент |
| 13       | Корбак Володимир Іванович      | 02.11.2010            | середня спеціальна | позапартійний          | тимчасово не працює                                    |
| 14       | Доля Андрій Петрович           | 02.11.2010            | середня спеціальна | позапартійний          | тимчасово не працює                                    |
| 15       | Билиця Василь Михайлович       | 02.11.2010            | незакінчена вища   | позапартійний          | тимчасово не працює                                    |
| 16       | Лісевич Андрій Ігорович        | 08.09.2013            | середня спеціальна | позапартійний          | тимчасово не працює                                    |